# Henri Ercoli
Henri Ercoli, mort le 8 août 1935 à Toulon, est un employé tué par la police lors des émeutes d'août 1935. Il militait au sein de la Section française de l'Internationale ouvrière.

## Biographie

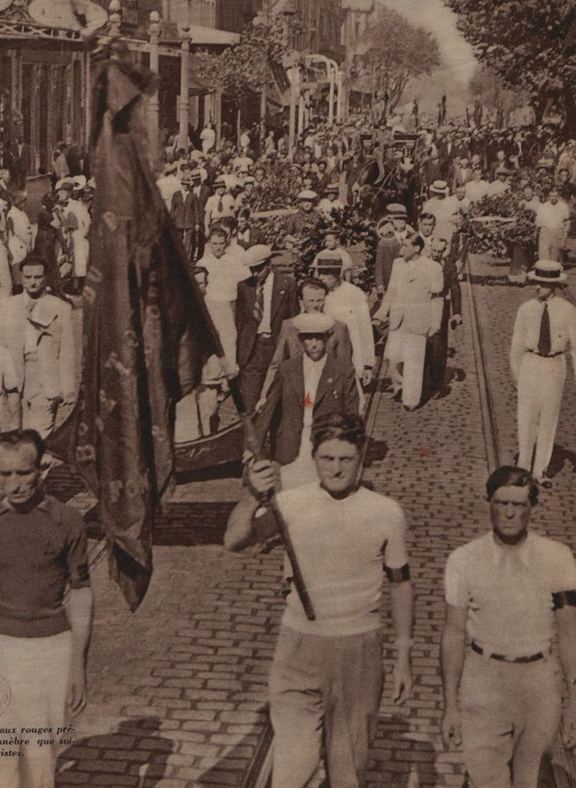
Obsèques de Henri Ercoli et Georges Liraud dans Regards du 15 août 1935.

Engagé au sein du parti socialiste,, Henri Ercoli prend part à une série de manifestations des bases navales de Brest et de Toulon opposées à un décret-loi du gouvernement Laval abaissant de 10 % les dépenses de l’État en août 1935. Ces manifestations dégénèrent en émeute et les affrontements avec la police provoquent de nombreux morts et blessés,.
Henri Ercoli reçoit une balle dans la poitrine et décède en arrivant à l'hôpital vers l'âge de vingt-sept ans. Il travaillait comme encaisseur de la coopérative des pêcheurs,.
Les obsèques eurent lieu le 11 août 1935 à Toulon en même temps que celles de Georges Liraud, tué lui aussi lors de la manifestation du 8 août. Il est inhumé au cimetière central de La Ciotat.